# Rock & Roll Music to the World
Rock & Roll Music to the World es el noveno álbum de la banda de blues rock británica Ten Years After grabado y lanzado el año 1972

## Listado de canciones
Todas las canciones escritas por Alvin Lee.
1. You Give Me Loving - 6:33
2. Convention Prevention - 4:23
3. Turned-Off TV Blues - 5:13
4. Standing at the Station - 7:11
5. You Can't Win Them All - 4:06
6. Religion - 5:49
7. Choo Choo Mama - 4:02
8. Tomorrow I'll Be Out of Town - 4:29
9. Rock & Roll Music to the World - 3:47

## Créditos
- Alvin Lee - Guitarra , voz
- Leo Lyons - Bajo
- Ric Lee - batería
- Chick Churchill - órgano Hammond